# Yang di Samhan
Yang (양왕?, 襄王?; fl. I secolo a.C.) è stato un sovrano coreano, re dal 73 al 58 a.C. della confederazione di Mahan.
Il suo nome personale era Seop (섭?, 燮?). Fu succeduto da Won.